# The Clorox Company
The Clorox Company (anteriormente Clorox Chemical Company), com sede em Oakland, Califórnia, é um fabricante e comerciante global americano de produtos de consumo e profissionais, com aproximadamente 8.700 funcionários em todo o mundo, em 30 de junho de 2018. As vendas líquidas no ano fiscal de 2019 da empresa foram de US $ 6,2 bilhões. Clorox foi classificada no. 468 na lista Fortune 500 da Fortune 2018.